# Irbid
Irbid (Arabisch: إربد), in de oudheid bekend als Arabella, is een stad in Jordanië en is de hoofdplaats en grootste stad van het gouvernement Irbid. Bij de volkstelling van 2004 telde Irbid 250.645 inwoners, waarmee het de derde stad van het land is. De stad is gelegen op ongeveer 70 kilometer ten noorden van Amman op de noordelijke helling van de Gilead, op gelijke afstand van de steden Pella, Beit Ras (Dion) en Umm Qais.
De stad vormt een overslagcentrum voor goederen op de route tussen Amman en Syrië in het noorden en Mafraq in het oosten. Irbid heeft vanwege haar omgeving en locatie ten noorden van de Jordaan de bijnaam 'Arus as-Shamaal' ("Bruid van het Noorden").

## Geschiedenis
Uit archeologisch onderzoek naar artefacten en graven is gebleken dat de stad in elk geval bewoond is sinds de Bronstijd. Voordat de islam het gebied bereikte, droeg de stad de naam Arabella en stond zij bekend om haar wijn. Het gebied rond de stad had namelijk erg vruchtbare grond en het gematigde klimaat zorgde voor wijnen met een specifieke smaak. In de Hellenistische periode vormde het een handelscentrum. Nadat de islam zijn intrede had gedaan in het gebied en er daarmee een verbod op alcohol kwam, ging de landbouw over op de teelt van olijven en tarwe.
Op ongeveer 30 kilometer ten noorden van de stad vond in 636 de Slag bij de Jarmuk plaats, een beslissende slag in de verovering door het Arabische Rijk van Groot-Syrië (en de Levant) op het Byzantijnse Rijk.

## Geboren
- Nittai van Arbela (2e eeuw v.Chr.), vicevoorzitter van het Sanhedrien